# Sébastien de Montessus
Pour les articles homonymes, voir Famille Bernard de Montessus.
Sébastien Bernard de Montessus de Ballore-Augier de Crémiers, dit Sébastien de Montessus, né le 2 décembre 1974, est un entrepreneur français.
Ancien directeur des Mines de Areva, il était président-directeur général du groupe minier Endeavour Mining dont l’actionnaire de référence est Naguib Sawiris, jusqu'à son licenciement pour faute grave annoncé le 4 janvier 2024.

## Biographie

### Famille et débuts professionnels
Sébastien de Montessus est issu d'une famille noble qui possédait autrefois les châteaux de Montessus, de Rully, et de Ballore situés dans le Charolais. Son père, Robert de Montessus de Ballore, ingénieur chez Framatome, était coopérant au Niger, où Sébastien a passé les premiers mois de sa vie. Après deux ans à Niamey, la famille de Sébastien s'installe au Cap en Afrique du Sud, où Robert participe à la construction de la centrale nucléaire de Koeberg. Robert meurt dans un accident de voiture près de Windhoek alors que Sébastien a huit ans.
Lycéen à l'école privée Saint-Martin-de-France de 1992 à 1995, il fait mathématiques supérieures au prestigieux lycée Janson-de-Sailly avant d'intégrer ESCP Europe dont il sort diplômé en 1999. Il a présidé le club de voile de l'école,. En 1999, il commence sa carrière comme banquier d'affaires spécialisé en fusion-acquisition chez Morgan Stanley à Londres.
Il se marie à Marguerite de Ritter de Zahone en 1999. Ils ont quatre enfants :  Melchior, Alexis, Apolline et Fleur.

### 2000 - 2002: Ofye
En janvier 2000, il crée avec Frédéric de Brem et Valéry Grégo la société Ofye qui signifie « Only For your eyes ». En mars 2001, cette société spécialisée dans les activités liées à l'accès mobile à Internet a annoncé avoir levé 17 millions de francs auprès de plusieurs business angels. En octobre 2001, la société réalise une seconde levée de fonds de 13 millions de francs. En 2002, la société fait l'objet d'un dépôt de bilan à la suite de l'éclatement de la bulle Internet.

### 2002 - 2012: Areva
Embauché par Anne Lauvergeon, Sébastien de Montessus rejoint la direction de la stratégie d'Areva en 2002 puis est chargé de la stratégie et du marketing au sein du comité de direction du pôle Areva Transmission et Distribution du groupe deux ans plus tard.
En juillet 2007, à la suite de l'achat de la filiale Uramin, il est nommé directeur des activités minières du groupe Areva (Business Unit Mines),. Selon lui, Uramin réduisait la dépendance d'Areva aux gisements du Niger et du Kazakhstan, deux pays aux risques politiques significatifs.
En 2008, lors du 33e congrès annuel de l'Association nucléaire mondiale, il est invité pour une conférence portant sur la question « Comment sécuriser le commerce de l'uranium dans un marché en pleine expansion ? ».
Le 20 juillet 2009, il reçoit le prix de l’Alumni of the Year de l’association des diplômés et étudiants de l'ESCP Europe lors d’un évènement organisé à la chambre de commerce et d'industrie de région Paris - Île-de-France.
En 2010, il est promu directeur des activités d'extraction et d'enrichissement de l'uranium (Business Group Mines). Il dirige donc également les activités d'Areva liées à l'exploration de nouveaux gisements et le suivi radiologique des mines d'uranium abandonnées. Il est alors à la tête d'une division de 50 000 salariés.
Selon Mediapart, il négocie l’achat du voilier de luxe sud-africain « Cape Arrow » à 7,5 millions d'euros.

### Scandale UraMin
Il est mis en cause dans l'affaire UraMin, une affaire d’État impliquant la multinationale française Areva, des hommes d'affaires canadiens, et plusieurs responsables politiques français et africains.

#### Volet de surveillance & espionnage
Sébastien de Montessus serait à l'origine de l'espionnage en 2011 de l'ex-PDG d'Areva, Anne Lauvergeon, ainsi que son mari Olivier Fric, dans le but de vérifier si ce dernier aurait pu bénéficier de manière illégitime du rachat d’UraMin par Areva. Trois ONG, Greenpeace, Transparency International et Worldwatch, ont à leur tour accusé Areva d'espionnage.
En juillet 2011, il est nommé au directoire d'Areva.
En mars 2012, il démissionne et il est remplacé à la tête de l'activité Business Group Mines par Olivier Wantz, lui aussi membre du directoire du groupe. Il a affirmé dans un message à ses collaborateurs vouloir « continuer de faire vivre ailleurs (sa) passion pour l'industrie et pour la mine ».
Dans l'affaire de l'espionnage présumé chez Areva, Sébastien de Montessus est jugé le 1er octobre 2013 devant la 17e chambre du tribunal correctionnel de Paris, en même temps que l'enquêteur suisse Mario Brero.
Le 29 mars 2018, il est mis en examen pour « corruption d’agent public étranger », « corruption privée » et « abus de confiance ».

#### Volet comptable
En juin 2019, s'ajoute un nouveau chef d'accusation sur le volet comptable du rachat d'Uramin, pour entrave aux missions des commissaires aux comptes, conjointement avec Anne Lauvergeon, ex-PDG d'Areva, et un de ses anciens collaborateurs, Nicolas Nouveau, ex-directeur financier d'Uramin, eux aussi mis en examen pour les mêmes motifs.

#### Volet de l’Uraniumgate
En septembre 2018, le média L'Obs publie des révélations sur un vaste réseau international de fraude fiscale et de blanchiment d'argent sale (« Dubaï Papers ») dans lequel apparaît le nom de Sébastien de Montessus.

#### Mandats sociaux en 2011
En 2011, Sébastien de Montessus exerce de nombreuses fonctions et mandats sociaux au sein d'Areva et de ses nombreuses filiales :
- membre du directoire d’Areva
- membre du Comité Exécutif d'Areva
- directeur du Business Group Mines d'Areva
- PDG de Compagnie française de mines et métaux
- PDG de la Compagnie Française de Mokta (CFM)
- président de Areva Resources Southern Africa (ex-UraMin)
- administrateur de La Mancha Resources Inc (Canada)[26]
- président de UraMin
- président de Urangesellschaft MbH
- président de Areva Resources Canada
- administrateur de KATCO (Kazakhstan)
- administrateur de Areva Mongol xxk
- administrateur de la société des mines de l'Aïr (Niger)
- administrateur de la mine d'uranium d'Imouraren (Niger)
- administrateur de compagnie minière d’Akouta (Niger)
- représentant permanent d’Areva au conseil de Nabatean Energy (France),
- représentant permanent d’Areva au conseil de Areva Resources Centrafrique,
- représentant permanent d’Areva au conseil de Arevexplo RCA (République de Centrafrique)
- administrateur du groupe Eramet (France)

### 2012 à nos jours: La Mancha puis Endeavour Mining avec Naguib Sawiris
Il est actuellement PDG de La Mancha, compagnie d'exploitation et d'exploration aurifère canadienne ayant son siège aux Îles Vierges. Rachetée en 2012 par le puissant milliardaire égyptien Naguib Sawiris, Sébastien de Montessus souhaite exploiter avec lui les gisements aurifères du Limousin mais il abandonne en raison d'une résistance très forte des populations locales.
De 2016 à 2024, Sébastien de Montessus est le PDG de la compagnie minière Endeavour Mining,,.
Il a été élu "Mining person of the year for 2020" par le magazine The Northern Miner en février 2021 pour les actions mises en œuvre au sein d'Endeavour Mining, notamment la fusion avec Semafo en juillet 2020 et avec Terenga Gold Corporation en février 2021,, qui ont permis à Endeavour Mining de rejoindre le top 10 des compagnies minières au niveau mondial,.